# Нё-ле-Мин
Нё-ле-Мин (фр. Nœux-les-Mines) — коммуна во Франции, регион О-де-Франс, департамент Па-де-Кале, округ Бетюн, кантон Нё-ле-Мин. Город расположен в 6 км к югу от Бетюна и в 14 км к северо-западу от Ланса, в 2 км от автомагистрали А26 "Англия". На северо-востоке коммуны находится железнодорожная станция Нё-ле-Мин линии Аррас-Дюнкерк.
Население (2018) — 11 813 человек.

## История

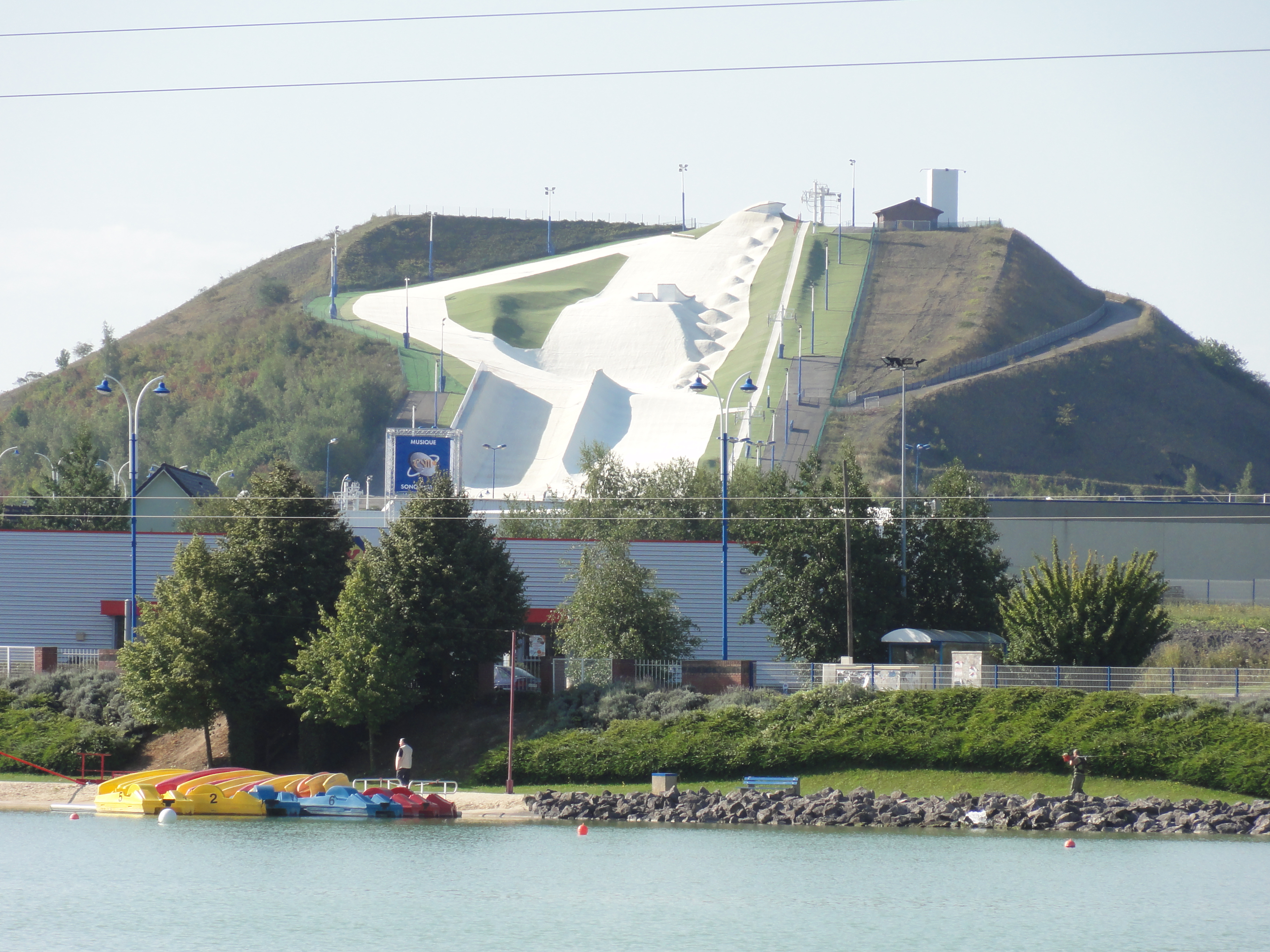
Loisinord

Нё-ле-Мин в первые упоминается в IV веке под названием Витри. В 882 году был разрушен норманнами, в X веке вновь заселён и получил имя Нёв. На протяжении веков был небольшим сельским поселением, жители которого занимались сельским хозяйством.
На протяжении лет название поселения трансформировалось в Нё-ле-Бетюн, а в 1887 году, через несколько лет после открытия угольных шахт, оно стало называться Нё-ле-Мин. Население города постоянно росло вплоть до 1962 года, когда шахты стали закрываться в связи с убыточностью добычи угля.
В 1996 году администрация города превратила один из многочисленных отвалов горной породы, окружающих город, в горнолыжный склон с искусственным снегом. В настоящее время центр зимних видов спорта Loisinord работает круглый год.

## Достопримечательности
- Церковь Святого Мартина 1827 года
- Музей добычи угля
- Церковь Святой Варвары 1878 года
- Ферма XVIII века

## Экономика
Один из крупнейших центров добычи угля в регионе, Нё-ле-Мин после закрытия угольных шахт в 60-х годах XX века переориентирован на лёгкую промышленность.
Структура занятости населения:
- сельское хозяйство — 0,3 %
- промышленность — 13,8 %
- строительство — 3,4 %
- торговля, транспорт и сфера услуг — 41,0 %
- государственные и муниципальные службы — 41,5 %

Уровень безработицы (2017) — 20,2 % (Франция в целом — 13,4 %, департамент Па-де-Кале — 17,2 %). 

Среднегодовой доход на 1 человека, евро (2017) — 17 390 (Франция в целом — 21 110, департамент Па-де-Кале — 18 610).

## Демография
Динамика численности населения, чел.

## Администрация
Пост мэра Нё-ле-Мина с 2014 года занимает социалист Серж Марселлак (Serge Marcellak). На муниципальных выборах 2020 года возглавляемый им левый список одержал победу в 1-м туре, получив 76,08 % голосов.
| Период | Период | Фамилия        | Партия                  | Примечания |
| ------ | ------ | -------------- | ----------------------- | ---------- |
| 1965   | 1978   | Андре Фудринье | Социалистическая партия |            |
| 1978   | 2014   | Жак Вийдари    | Социалистическая партия |            |
| 2014   |        | Серж Марселлак | Социалистическая партия |            |

## Знаменитые уроженцы
- Раймон Копа (1931) - французский футболист, лучший футболист Европы 1958 года

## Города-побратимы
- Ла-Клюза, Франция

## Галерея

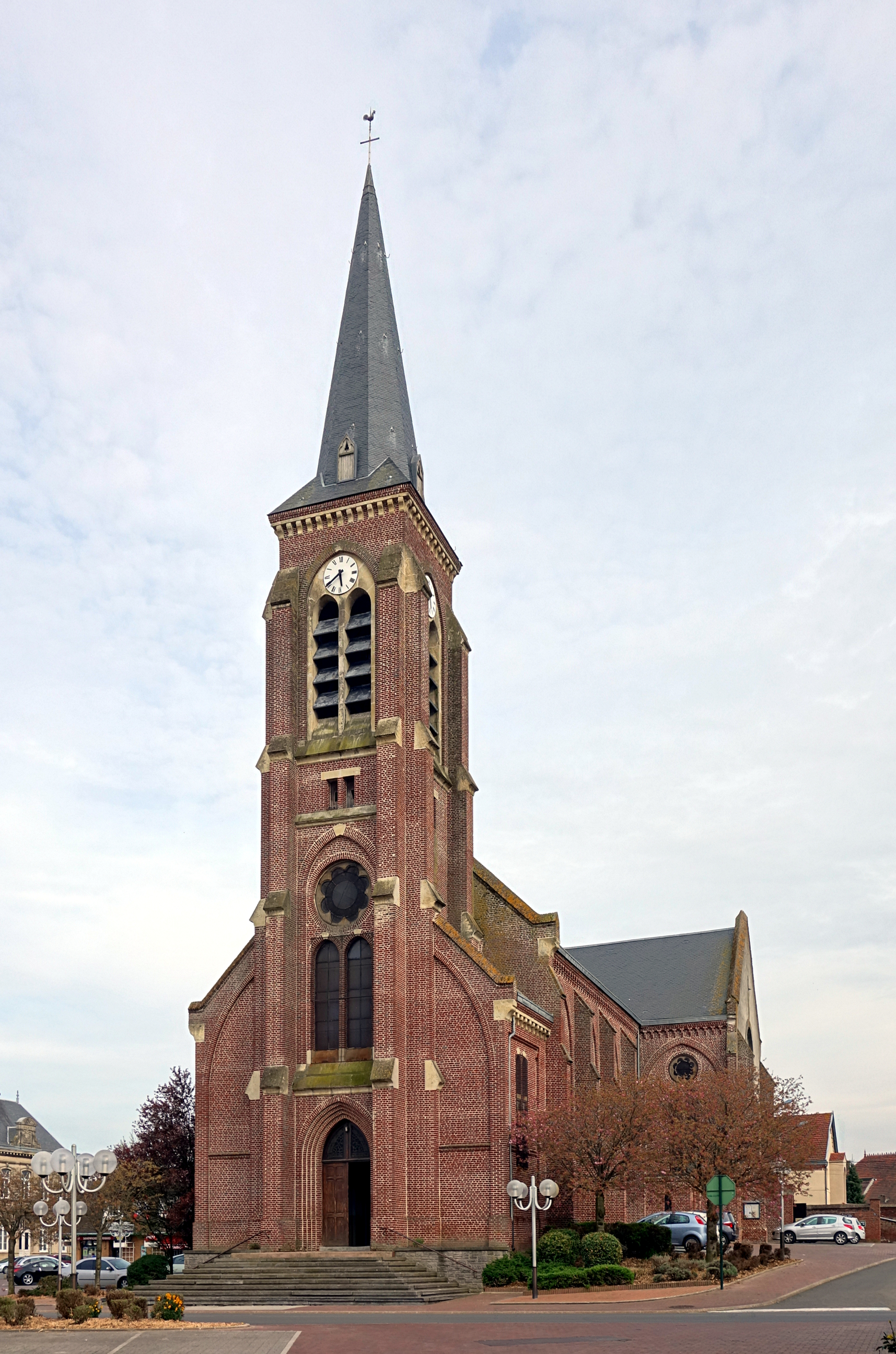
Церковь Святого Мартина
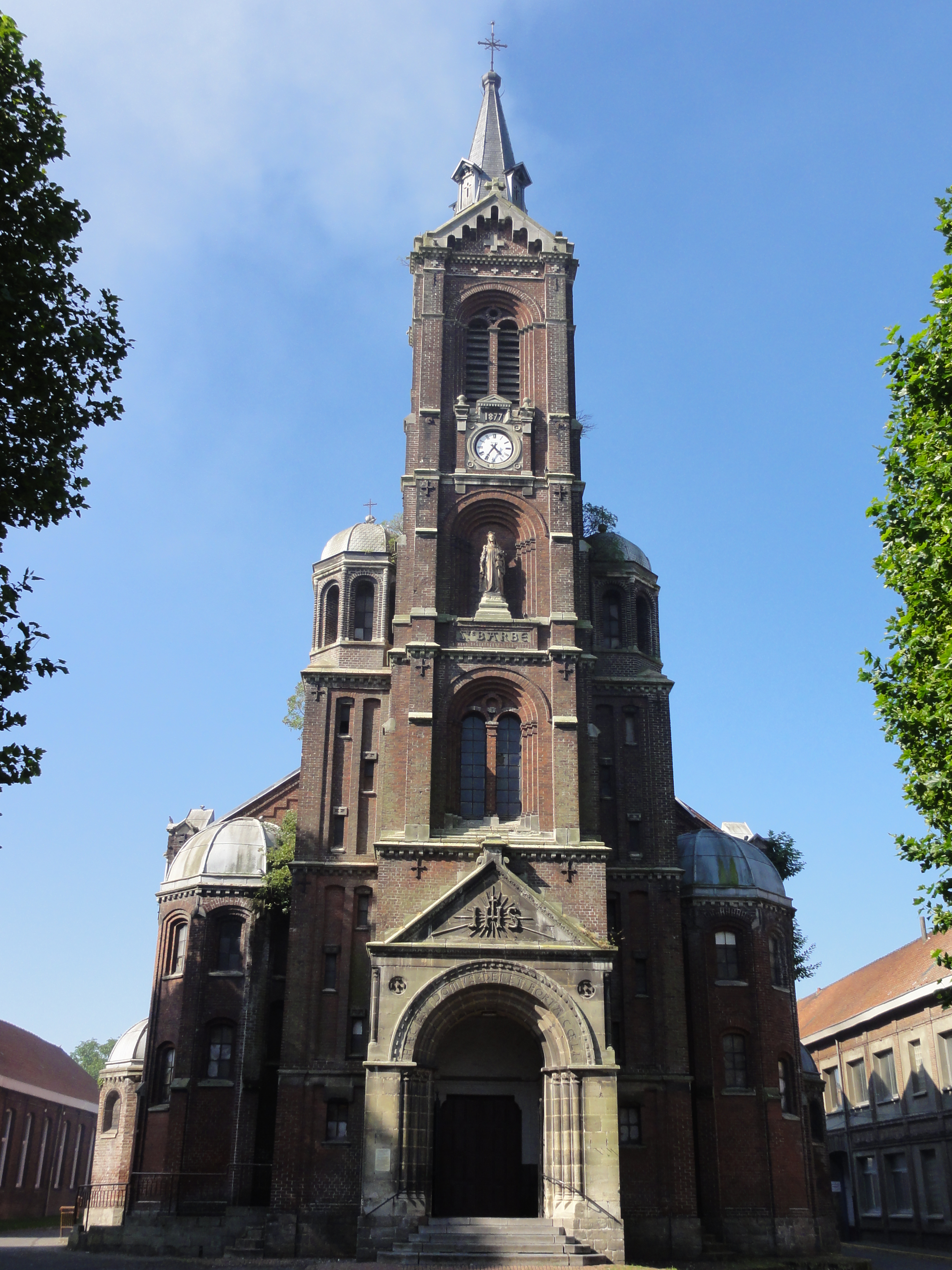
Церковь Святой Варвары

1. 1 2  база данных о французских коммунах — Национальный географический институт Франции, 2015.